# دايورة عنقودية
دايورة عنقودية (الاسم العلمي:Diuris corymbosa) هي نوع من النباتات تتبع جنس الدايورة من الفصيلة السحلبية.

## معرض صور

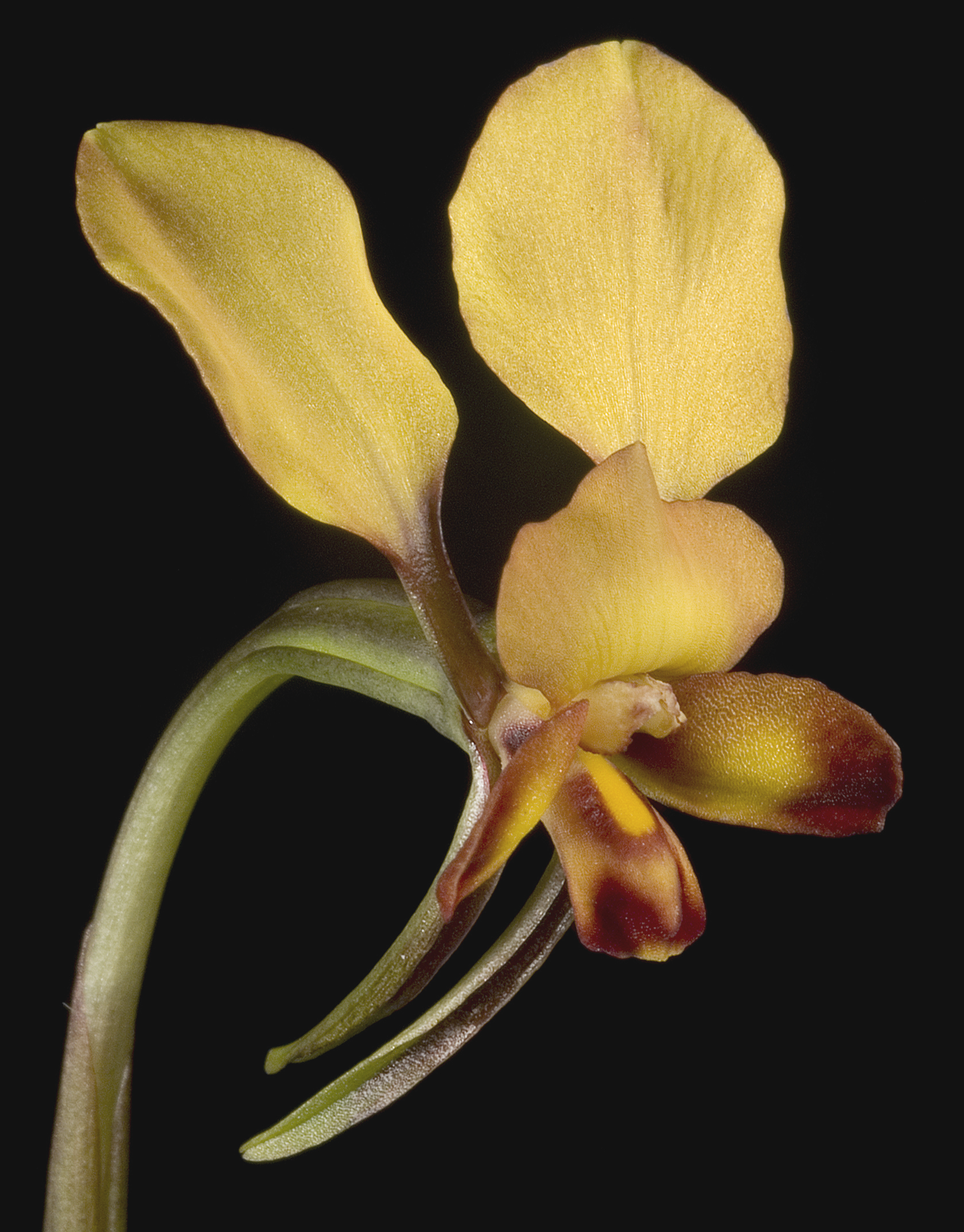
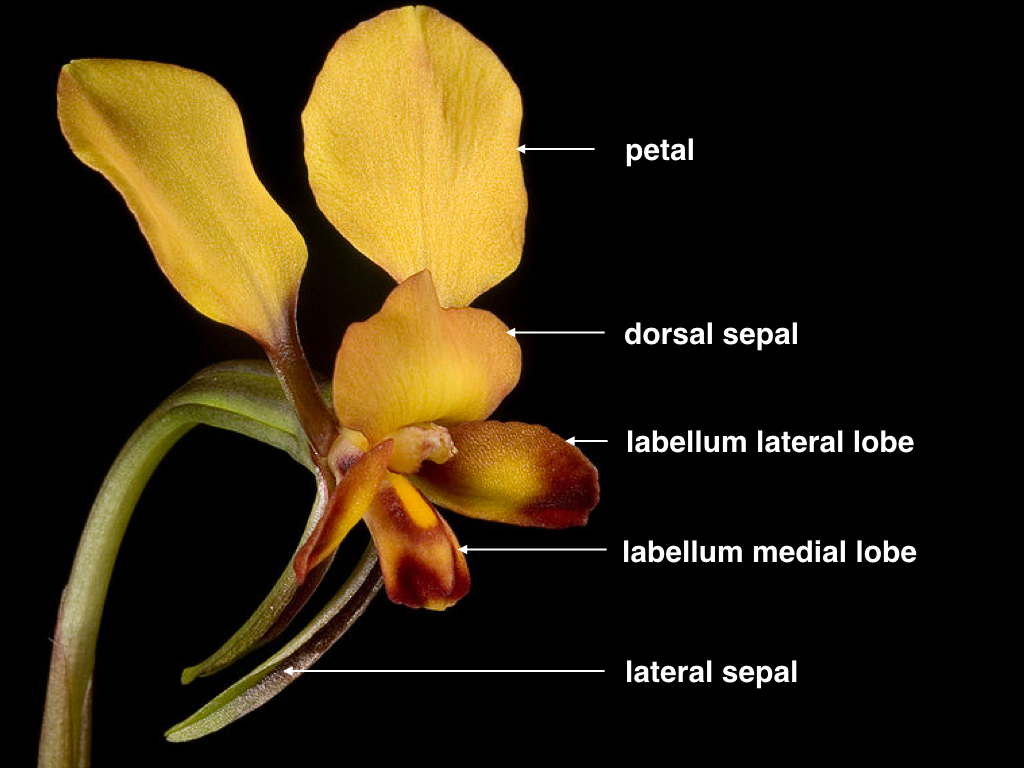
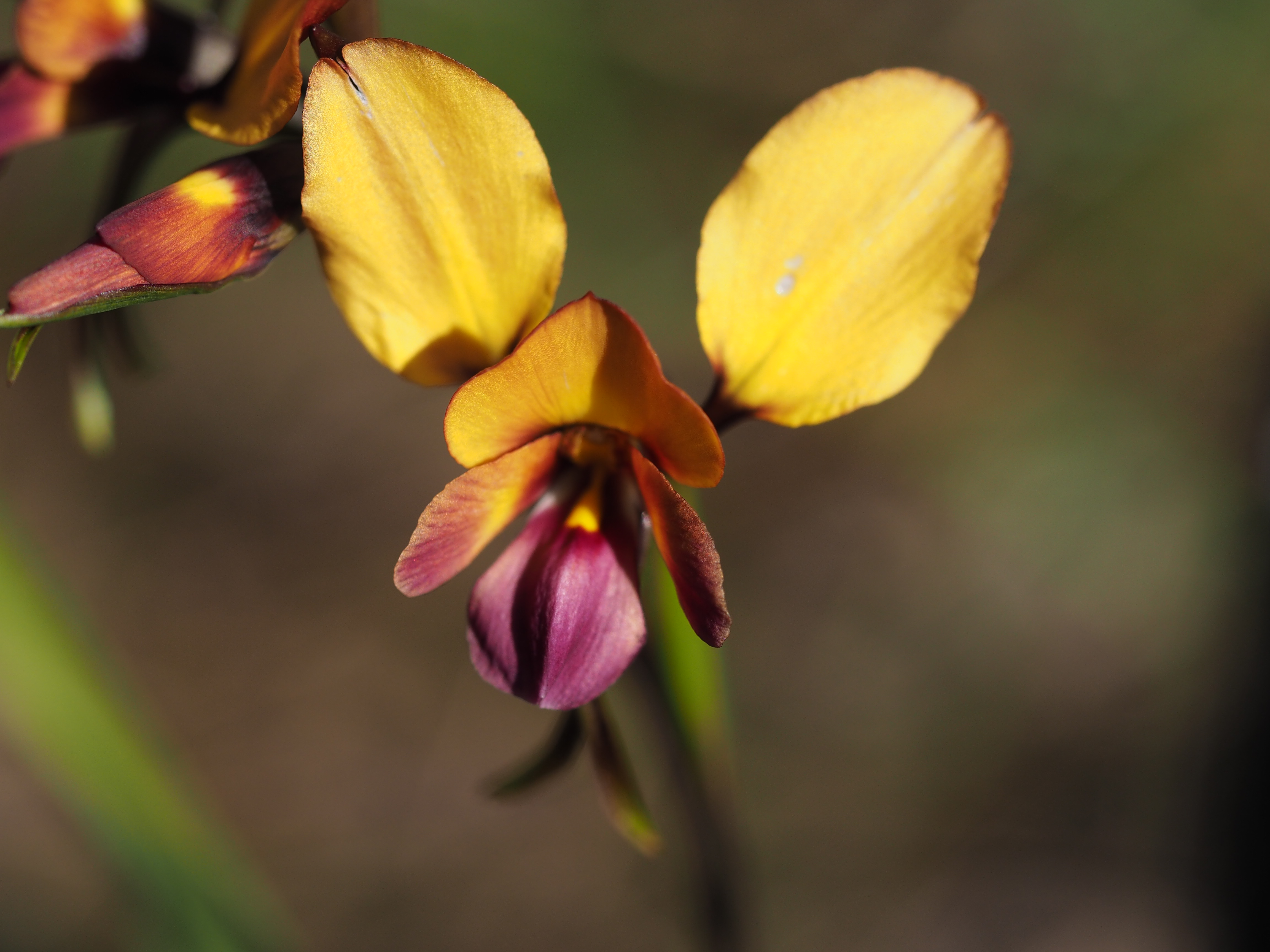